# Renovación Española
A Renovação Espanhola (em castelhano: Renovación Española, RE) Foi um partido político monarquista espanhol ativo durante a Segunda República Espanhola, defendendo a restauração de Afonso XIII de Espanha em oposição ao Carlismo. Associado ao pensamento da Accion Española, o partido foi liderado por Antonio Goicoechea e José Calvo Sotelo. Em 1937, durante o curso da Guerra Civil Espanhola, desapareceu formalmente depois que Francisco Franco o fundiu em um único partido de uma variedade de organizações de extrema direita na zona rebelde.

## História
O grupo foi formado em Janeiro de 1933, depois que Goicoechea e alguns seguidores se separaram da Ação Popular e receberam a aprovação de Afonso para formar um novo partido, embora desde o início a RE mantivesse boas relações com os Carlistas e tentasse trazê-los para várias conspirações anti-Republicanas. Mesmo antes da Guerra Civil, a RE estava ligada à Falange, pagando a ela um subsídio mensal de 10.000 pesetas.  A RE adotou uma espécie de corporativismo estatista autoritário, particularmente marcado depois que Calvo Sotelo assumiu o controle do partido.
O grupo foi um dos primeiros entre os envolvidos na conspiração contra o governo da Frente Popular para endossar Franco como líder global. A RE também estava intimamente ligada ao grupo militar Unión Militar Española, que desempenhou um papel importante na guerra civil. Durante os estágios iniciais da guerra civil, s RE estava próximo do General Emilio Mola, que consultava regularmente a liderança do grupo.
O assassinato de Calvo Sotelo, que era muito mais popular e melhor orador do que o geralmente inútil Goicoechea, em Julho de 1936 enfraqueceu a RE e em pouco tempo tornou-se subserviente a Franco numa tentativa de reter influência para um grupo que tinha pouco apoio popular. Juntamente com uma variedade de outros grupos de extrema-direita, a RE desapareceu em Abril de 1937 com a formação da Falange Espanhola Tradicionalista e das Juntas de Ofensiva Nacional Sindicalista. Reconhecendo que a sua base de poder era frágil, na melhor das hipóteses, Goicoechea aceitou imediatamente o decreto e dissolveu a RE.